# Niederländische Badmintonmeisterschaft 1931
Die Niederländische Badmintonmeisterschaft 1931 war die erste Auflage der nationalen Titelkämpfe im Badminton in den Niederlanden. Sie fand vom 21. bis zum 22. März 1931 in Noordwijk im Casino-Zaal statt. Die Meisterschaft wurde vor der Gründung des niederländischen Badmintonverbandes ausgetragen und wird darum nicht in den offiziellen Statistiken des Verbandes geführt. 

## Sieger und Platzierte
| Disziplin    | Gold                         | Silber                          | Bronze                    |
| ------------ | ---------------------------- | ------------------------------- | ------------------------- |
| Herreneinzel | Dirk Stikker                 | J. P. H. Woltman                | J. den Beer Poortugaal    |
| Herreneinzel | Dirk Stikker                 | J. P. H. Woltman                | A. Simmons                |
| Dameneinzel  | Co Jansen                    | L. van der Laan                 |                           |
| Herrendoppel | C. Punt Dirk Stikker         | J. P. H. Woltman J. van Steeden | G. Vos Edward H. den Hoed |
| Damendoppel  | Co Jansen L. van der Laan    | Boenders Jongkees               | J. Withaar R. Ivor Jones  |
| Damendoppel  | Co Jansen L. van der Laan    | Boenders Jongkees               | Poland Simmons            |
| Mixed        | Edward H. den Hoed Co Jansen | G. Vos L. van der Laan          | F. Vaughan R. Ivor Jones  |
| Mixed        | Edward H. den Hoed Co Jansen | G. Vos L. van der Laan          | A. Simmons J. Withaar     |